# Elzéar Abeille de Perrin
Elzéar Emmanuel Arène Abeille de Perrin (Marsiglia, 3 gennaio 1843 – Marsiglia, 9 ottobre 1910) è stato un entomologo francese.

## Biografia
Nacque da Paul-Emmanuel Abeille "de Perrin" (1797-1868), ricco negoziante marsigliese, appassionato di orticoltura e di botanica, e da sua moglie Sidonie Gabrielle Bérard du Pithon (1805-1853); era il nipote e figlioccio di François-Auguste, Conte Abeille (1799-1886), console generale di Monaco a Marsiglia.
In età adulta, Abeille de Perrin era avvocato a Marsiglia e dedicava tutto il suo tempo libero all'entomologia.
In particolare, si interessava agli insetti ipogei delle grotte dei Pirenei.
Fu membro della Société entomologique de France per vent'anni.
La sua collezione di insetti paleartici, di Coleoptera, Hymenoptera, Diptera e Orthoptera è conservata nel Museo nazionale di storia naturale a Parigi.

## Opere
Le sue opere più note sono:
- Monographie des malachites (1869),
- Études sur les coléoptères cavernicoles, suivies de la description de 27 coléoptères nouveaux français (1872),
- Notes sur les leptodirites (1878),
- Synopsis critique et synonymique des chrysides de France (1878).